# Actroide (actor androide)
L'actoride és un androide creat per la companyia Kokoro de Sanrio i presentat per primer cop a la Exhibició Internacional de Robots a Tokyo el 2003. Gràcies a tenir la capacitat de manipular objectes i realitzar operacions pròpies de les persones, ha esdevingut una màquina capaç de transmetre les mateixes emocions que transmet una persona però sense sentir-les realment. És a dir, guanya la capacitat de fingir i per tant, d'actuar.

## Història
Essencialment, els androides son una representació de l'ésser humà, semblant tant en conducta com en aparença. Segons la RAE, són autòmates de figura humana, és a dir, màquines que imiten la figura i els moviments d'un ésser animat. Contràriament al que molta gent pensa, un androide no és necessàriament igual que un robot: un robot és una màquina capaç de manipular objectes i realitzar operacions, que pot, o no, tenir figura antropomòrifica.

### Robots
Els inicis dels robots els podem trobar a l'Edat Antiga, a l'època grega i romana, però que va començar a desenvolupar-se com tal més tard amb la Revolució Industrial, ja que com el seu nom ben indica, va portar avenços tecnològics a la societat que van fer possible l'evolució de la màquina que avui en dia anomenem robot.
Entenent robot com una màquina capaç de manipular objectes i realtizar operacions, podem remuntarnos fins a les antigues llegendes de Cadmus, en les que ja tenim constància de l'existència dels conceptes de servents i companys artificials. Mitologies antigues afegien persones artificials en els seus mites i relats, com les serves mecàniques parlants construides per Hefesto en la mitologia grega o els golems de fang en la religió jueva. La mitologia grega té especial importància en els inicis dels robots ja que, tal com diu el mite del Minotaure o Toro de Creta, Hefesto va crear taules de tres potes que es podien moure pels seus propis mitjans i un home de bronce, anomenat Talos, que va col·locar a l'illa de Creta durant el regnat de Minos per a que aquest protegís l'illa de possibles atacs o invasions.
L'imaginari de la religió budista explica com el rey Ajatashatru de Magadha va reunir les relíquies del Buda i les va amagar en una cambra subterrània que fou protegida per bhuta vahana yanta (robots mecànics) fins ser desarmades pel rei Ashoka. D'altra banda, a la religió egípcia, el germà de Seth va crear un palau i un sepulcre en el que guardava estàtues autònome que vivien vides humanes d'una manera tan realista que es confonien amb ànimes.
Més tard, a l'Edat Mitjana, Albertus Magnus suposadament va construir el primer androide complet, que posteriorment va ser destruït per Tomás d'Aquino, filòsof i estudiant de Magnus. Seguidament, Roger Bacon, també filòsof medieval, suposadament va construir un cap de bronze que va destruir el moment en què aquest va deixar de funcionar.

### Autòmates i humanoides
El concepte d'autòmates semblants a humans o animals estava molt present entre els imaginaris i mitologia medievals, els primers autòmates mecànics van ser construïts al segle x aC a la dinastia Zhou d'orient. Aquests autòmates eren humanoides (màquines amb forma humana) que podien cantar i ballar; la llegenda diu que tenien òrgans, ossos, músculs i articulacions reals. Sis segles més tard, al segle iv aC, Hero de Alexandria va realitzar nombroses innovacions en aquest camp i fins i tot va aconseguir crear un que podia parlar. A la història musulmana es troben evidències d'autòmates que incloïen electrodomèstics de cuina i autòmates musicals alimentats per aigua.
No obstant, les contribucions anteriors no poden considerar-se verificalbes, per això hauriem de contabilitzar com a primer humanoide vertader l'humanoide dibuixat per Leonardo DaVinci a finals del segle xv. El dibuix representa un cavaller mecànic amb armadura que podia seure, moure els braços, el cap i la mandíbula.
Posteriorment, al segle xiii, un famós fabricant de joguines, Jacques de Vaucanson, va construir un ànec automatitzat que podia beure i menjar com a regal pel rei francès Lluis XV. Vaucanson va posar de moda la construcció d'autòmetes entre els rellotgers d'elit i per tant, va popularitzar els autòmates entre la classe burgesa europea. Després, Wolfgang von Kempelen va crear una màquina que era capaç de jugar a escacs contra un oponent humà. Al mateix segle, però a Orient en comptes d'Occident, un artesà japonés anomenat Hisashige Tanaka va crear el mateix que Jacques de Vaucanson, juguets mecànics que podien servir té, dibuixar fletxes de foc o pintar un personatge de kanji japonés.

### Robots, autòmates i humanoides a l'Època Contemporània
A l'època contemporània, els robots humanoides van evolucionar fins a aparèixer a Alemanya el primer robot soldat amb trompeta. Anys més tard, a la Primera Guerra Mundial, es van utilitzar armes de control remot gràcies als avenços tecnològics de Nikola Tesla.
El terme "robot" es va utilitzar per primer cop a una obra teatral a 1920 publicada per Karel Čapek, en el sentit de servidumbre o entitat dominada per una altra. En l'àmbit cinematogràfic, Fritz Lang amb la seva pel·lícula Metropolis va representar per primer cop els robots en la gran pantalla amb el personatge de l'imitadora de Maria. Un any més tard, a l'exposició anual de Model Engineers Society a Londres, es van presentar un dels primers robots humanoides, Eric, una armadura d'alumini que podia moure les mans, el cap i podia ser controlat a control remot o per veu, una innovació que permetrà immensos avenços posteriors.
A la dècada dels 40, van conençar a aparèixer conceptes com les Tres Lleis de la Robòtica d'Isaac Asimov, el processament electrònic de dades, l'hipertext o els principis de la cibernètica, que esdevindran la base de la robòtica pràctica. Alhora, William Gray Walter va crear els primers autòmates de comportament complex, demostrant així que un nombre petit de cèl·lules cerebrals podia donar lloc a una sèrie de comportaments molt complexos gràcies a la seva riquesa de connexions. Va impulsar la visió dels procesos mentals en termes de computació digital, juntament amb Alan Turing i John von Neumann.
Als anys 50, als Estats Units va aparèixer el primer robot programat i operat digitalment que, inventat per George Devol, va assentar les bases de la indústria robòtica moderna, igual que ho va fer anys després, als 60,amb el seu braç robòtic programable operat digitalment, el primer de la història. A final dels 60 també es van construir robots mòbils que erencapaços de raonar sobre el seu entorn.
La Guerra del Vietnam a finals dels 60 i principis dels 70 va comportar la robotització d'armes i, per tant, es van desenvolupar municions de precisió i armes intel·ligents. Les armes es van tornar robòtiques. Tot seguit van aparèixer les primeres bombes guiades per làser, les quals trobaven el seu objectiu amb el raig làser que les guiava.
La Universitat de Waseda, al Japó, va crear el primer robot intel·ligent humanoide a gran escala del món. El seu sistema de control d'extremitats li va permetre caminar amb les extremitats inferiors i agafar i transportar objectes amb les mans utilitzant sensors tàctils. El seu sistema de visió li va permetre mesurar distàncies, direccions a objectes gràcies als seus receptors externs, ulls i oïdes artificials. El seu sistema de conversa li va permetre comunicar-se mitjançant una boca artificial. Aleshores, es va convertir en el primer androide.
A finals dels 80, va sorgir la iniciativa de llançar robots a l'espai exterior, però primer n'haurien de reduir la mida, abaratir els costos de producció per a poder-ne fabricar en major nombre i poder enviar-los finalment a l'espai.
Als 90, els bracos robòtics i els robots es van incorporar als processos quirúrgics de màxima precisió com el tractament de pacients amb tumors cerebrals o per manipular la columna vertebral. A finals de la dècada, Sony va llançar AIBO, un gos robòtic capaç d'interactuar amb humans i a principis dels 2000 també va llançar Sony Dream Robots, petits robots humanoides destinats a l'entreteniment.
El nou mil·lenni va començar amb la posada en òrbita d'un nombre elevat de robots igual que amb el naixement de la popular aspiradora robòtica Rooba. Al 2005, la Universitat de Cornell va crear el primer robot capaç de fer còpies de si mateix. Anys més tard, al 2011, es va llançar el primer humanoide a l'espai a bord de la Space Shuttle Discovery.
Al 2017, va sorgir una gran controversia al voltant del fet que a la Cumbre d'inversió futura a Riyadh s'hagués atorgat la ciutadania a un robot femení que respon al nom de Sophia. Això, que s'alinia amb les teories de pensadors preocupats per la suplantació dels humans per robots, provoca qüestions com per exemple si Sophia pot votar, casar-se o si l'apagament deliberat de l'organisme es considera assassinat. Els robots estan començar a cobrir tasques humanes, que a vegades fan inclús amb més precisió que les persones, i a més a més a un cost molt menys elevat o també per fer feines massa brutes o perilloses pels humans.

## Orígens de l'Actroide
Si bé la robòtica i la tecnologia ens ajuda cumplir rols o feines d'alt risc o ens expandeixen horitzons en quant a la investigació, cada cop ens trobem més a prop del probable fet que els androides ocupin llocs humans en molts àmbits de la societat. Actualment, sobretot indústries japoneses, s'estan creant robots amb la intenció d'apropar-se el màxim possible a l'expressivitat humana, als nostres costums o fins i tot a proporcionar-nos amor o confort com els androides bebès Yotaro o el robot intel·ligent i abraçable dels inventors belgues Jelle Saldien i Kristoff Goris.
La comapanyia Kokoro de Sanrio ha estat desenvolupant els robots i donant cada cop més vida als seus robots. Al 2003 van llançar el primer actroide, un model bàsic però molt similar a una dona, i desde llavors no han parat de millorar el seu model fins que al 2011 van aconseguir crear un robot que pogués diferenciar si està interactuant amb un home o amb una dona gràcies a la intel·ligència artificial. Al 2015, van treure una nova actroide que podia llegir, escriure, cantar, ballar i desenvolupar respostes espontànies. Això porta als experts a pensar que es probable que al món de l'actuació no es necessitaran ni actors, ni productors, només robots i programadors.

## Tecnologia de l'empresa Kokoro

### Pneumatic Pressure System[4]
Tots els productes de l'empresa Kokoro, la primera fabricant d'actroides, utilitzen el Pneumatic Pressure System, el qual utilitza l'aire com a mitjà i proporciona energia als actuadors gràcies a l'aire comprimit. El sistema té avantatges com l'alta seguretat que proporciona en comparació amb altres sistemes de presssió fluida com el sistema d'oli a pressió o el sistema d'aigua a pressió.
El avantatges d'aquest sistema són els següents:
- No hi ha fugues de líquid i minimitza els danys a les produccions.
- L'aire té elasticitat i no es gaire resistent contra les forces exteriors.
- Minimitza els danys dels animatronics que poden donar-se cops amb obstacles o persones del seu voltant.

Especialment, el Pneumatic Pressure System va bé per productes fets de goma, la superfície exterior dels quals es cobreix amb un material especial per a que sigui difícil per l'aire fer forats a la superfície que simula pell de produccions que intenten emular l'aparença de criatures vives reals.
Com aquesta l'energia l'ha de generar un motor, el sistema de pressió pneumàtica presenta encara més avantatges:
- No genera tanta calor.
- No genera camps magnètics.
- No fa soroll.

### Air Servo System[4]
L'Air Servo System és el sistema que funciona juntament amb el Pneumatic Pressure System i controla els actuadors a través de vàlvules servo de manera precisa. L'aire comprimit és un mitjà difícil de controlar a causa de la seva natualesa plena de retards en una transmissió de força i a causa de les seves reaccions causades per l'elasticitat. Aquest sistema servo fa possible que els actroides i productes de Kokoro adquireixin realisme, puguin fer moviments totalment variables i expressin emoció poderosament.

## Cronologia dels Actroides de Kokoro[5]
| 2003 | L'Actroide fa el seu debut a la Exhibició Internacional de Robots a Tokyo, Japó (Novembre de 2003).           |
| 2004 | L'equip de recerca de la Universitat d'Osaka va tenir èxit en el desenvolupament de “Actroid ReplieeQ1-expo”. |
| 2005 | Es porta a terme la demostració del Reception Robot "Android-expo" a l'Exposició Aichi Japan al 2005.         |
| 2005 | Es va introduir "Actroid-DER", el model per llogar.                                                           |
| 2005 | L'equip de recerca de la Universitat d'Osaka va aconseguir el desenvolupament de l'“Actroid ReplieeQ2”.       |
| 2006 | Es va introduir "Actroid-DER2", un altre model per llogar.                                                    |
| 2008 | Es va introduir "Actroid-DER3", un altre model per llogar.                                                    |